# Oulad Frej
Oulad Frej (en àrab أولاد فريج, Ūlād Frīj; en amazic ⵡⵍⴰⴷ ⴼⵕⵊ) és una comuna rural de la província d'El Jadida, a la regió de Casablanca-Settat, al Marroc. Segons el cens de 2014 tenia una població total de 19.752 persones.